# Laurdes Cavallari
Laurdes Cavallari (Ferrara, 6 gennaio 1916 – Milano, 24 dicembre 1994) è stato un giocatore di biliardo italiano.
Soprannominato "Sesto" (o Sestino come lo chiamava Winkler) in quanto residente a Sesto San Giovanni, vicino a Milano. È stato il più grande dal punto di vista della razionalità e tattica di gioco. Caposcuola del biliardo tradizionale (biliardo con le buche e pallino piccolo).  A suo tempo fu soprannominato da Rossetti "il Napoleone del biliardo" per le soluzioni razionali, brillanti eppure semplici, adottate nelle situazioni critiche. Fautore del gioco forte e misurato, perché più redditizio, Cavallari ha rivoluzionato una specialità (i cinque birilli) che prima di lui era più un gioco di furbizia che di vera capacità.
Fra le doti di Cavallari, quella di insegnare era superba. Era fra i pochissimi capaci, vedendo sbagliare, di dire perché il tiro era stato sbagliato e come ci si doveva correggere.
Amava così riassumere la sua tattica: Gioco maschio a tre passate - Bilie lunghe e ben distese - Bilie a colla. Il suo tiro migliore era il giro (Triplè). Specialista anche nella "Stevolotta" come veniva chiamata allora. Era molto corretto nel gioco.

## Palmarès
- 1958 grand prix di Saint Vincent
- 1960 5 birilli individuale
- 1961 grand prix di Saint Vincent
- 1962 5 birilli individuale
- 1962 5 birilli a coppie
- 1967 Goriziana a coppie
- 1972 5 birilli individuale nazionali
- 1977 5 birilli a coppie come FISAB